# Bull boat

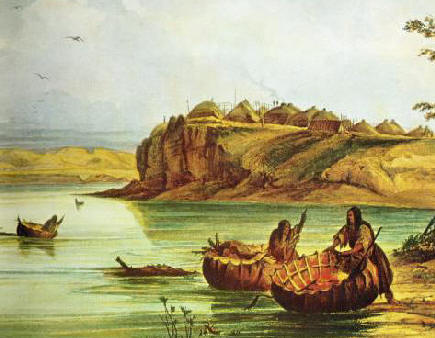
Bull boats mandans. Peinture de Karl Bodmer, vers 1832

Un bull boat est un type de petite embarcation, généralement fabriqué par des Amérindiens ou des hommes de la « Frontière » et formé d'une armature de bois recouverte de peau de bison. On s'en servait pour se déplacer sur les rivières et pour pêcher.

## Historique
Lorsque les négociants de la Hudson's Bay Company rencontrèrent pour la première fois les Indiens mandans en 1790, ils découvrirent que cette tribu possédait des embarcations en forme de grands baquets avec une structure constituée de perches de saule, couverte de peaux de bison non apprêtées.
Plus tard, les hommes de la Frontière qui remontaient le cours du Missouri remarquèrent cette embarcation légère et pratique. De 1810 à 1830, les négociants en fourrures américains qui se déplaçaient sur les rivières tributaires du Missouri construisaient régulièrement des bateaux de dix-huit à trente pieds de long (de cinq à neuf mètres), en ayant recours au même mode de construction que celui employé par les Indiens pour construire leurs embarcations circulaires. Ces bull boats de forme allongée étaient capables de transporter deux tonnes de fourrures en descendant les eaux peu profondes de la Platte. Ces bateaux plus longs rendaient nécessaire de joindre les peaux de bison avec des coutures étanches, technique à laquelle les Indiens d'Amérique n'avaient pas recours.

## Construction
L'armature d'un bull boat était formée de branches de saule pliées de façon à prendre la forme d'un bol gigantesque d'environ quatre pieds de large en haut (soit 1,20 mètre), avec une profondeur de dix-huit pouces (45 centimètres). Une peau de bison mâle (« bull » en anglais, d'où l'expression de bull boat) était alors tendue sur cette structure. L'embarcation ainsi conçue pesait environ trente livres (soit quatorze kilogrammes environ). Le poil du bison était laissé sur la peau car il empêchait l'embarcation de tourner sur elle-même et contribuait à ne pas laisser l'eau pénétrer. Les queues des animaux étaient également conservées telles quelles et servaient à amarrer ensemble plusieurs bull boats. Une fois mis à l'eau, ces esquifs n'étaient pas très stables, car ils oscillaient comme des bouchons, mais ils étaient très utiles pour de courts déplacements.
William Clark, de l'expédition Lewis et Clark, les a décrits ainsi : 

« Deux perches d'environ trois centimètres de diamètre sont liées ensemble de façon à former un cerceau de la dimension que vous souhaitez pour votre embarcation, ou aussi large que le permettra la peau. Deux de ces cerceaux sont formés, un pour le haut, pour le rebord, et l'autre pour le fond. Des tiges du même diamètre sont alors croisées à angle droit et attachées avec des lanières à chacun des cerceaux ainsi qu'à chaque endroit où se croisent ces tiges. Puis la peau, alors qu'elle est encore « verte » (c'est-à-dire fraiche, non tannée), est tendue sur la structure et attachée avec des lanières au rebord, au cercle extérieur, de façon à former un bassin parfait. »

Un bull boat est similaire au coracle gallois ou au currach d'Irlande ou d'Écosse. Cette similitude a servi de base à la théorie selon laquelle un groupe de Gallois aurait colonisé le Nouveau Monde au XIIe siècle. Cependant, de telles embarcations existent dans bien des régions différentes sans que pour autant on ait pu démontrer une quelconque origine commune. De fait, beaucoup de ces bateaux apparaissent comme des solutions similaires apportées à des besoins similaires pour permettre de travailler sur les rivières.